# Notjnie Volki

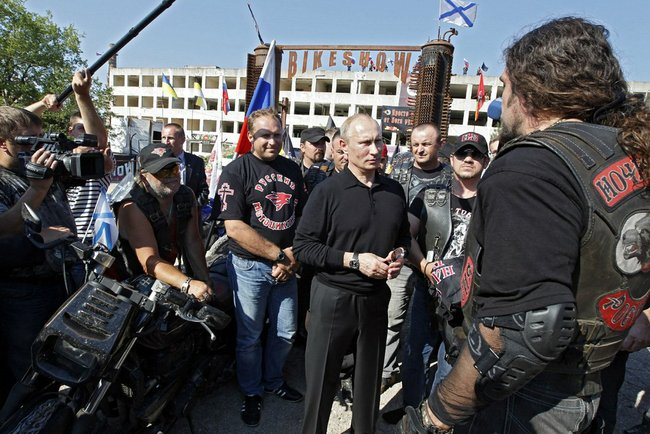
Medlemmar ur Nattvargarna tillsammans med Vladimir Putin.

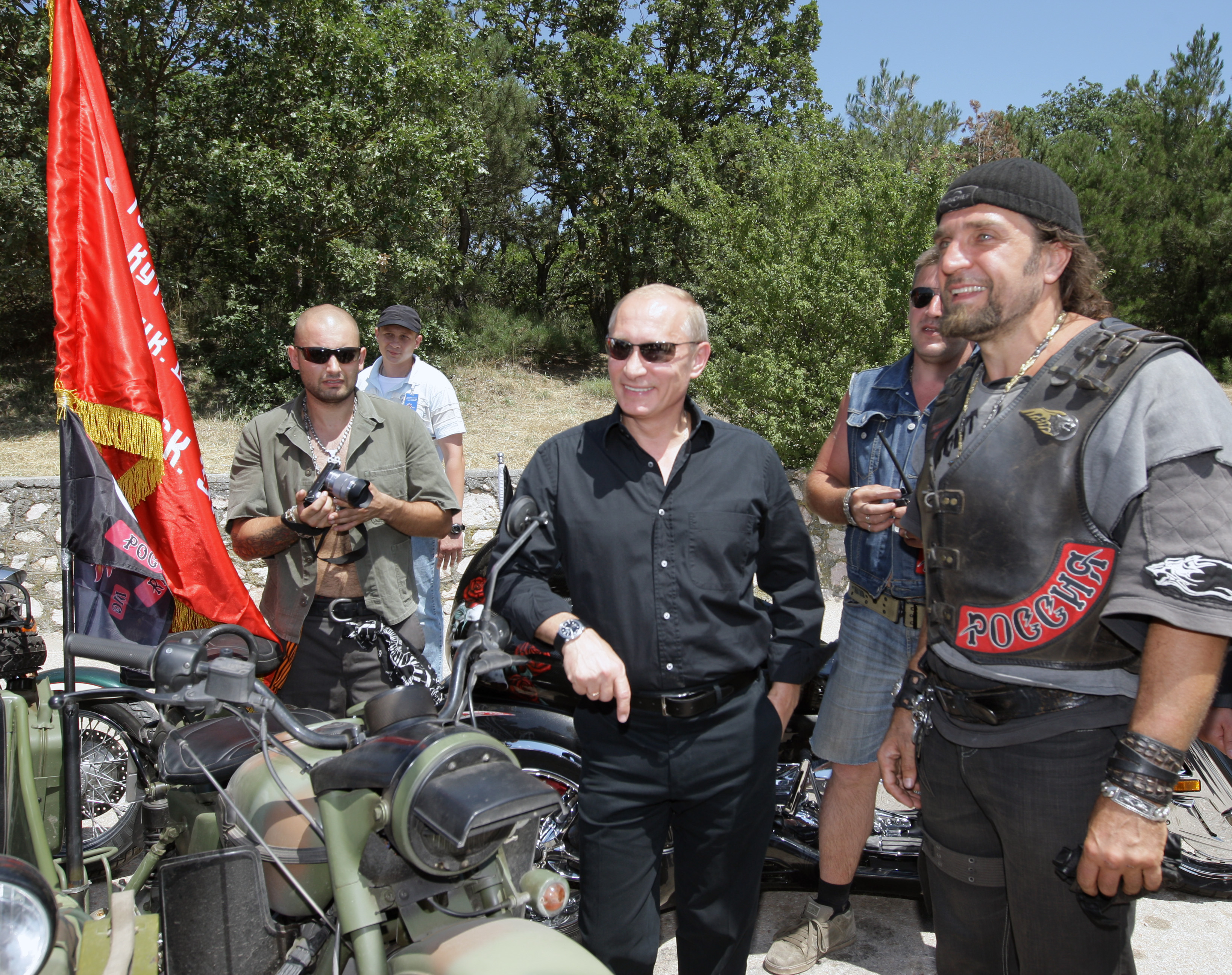
Putin tillsammans med Alexander Zaldostanov.

Nattvargarna (ryska: Ночные Волки Notjnie Volki) är en rysk MC-klubb, bildad 1989. Nattvargarna är patriotiska gentemot Ryssland. Klubben leds av Alexander Zaldostanov som kallas Kirurgen.
Den 29 april 2023 samlades MC-gänget i Moskva för att inleda en turné kallad "Segerns vägar" med första delmål i Volgograd (det tidigare Stalingrad). Slutmålet är Berlin.Vid en liknande turné 2015 hindrades Zaldostanov att resa in i Polen.